# هریتج فودز
هریتج فودز (انگلیسی: Heritage Foods) شرکت کشاورزی هندی است، که در سال ۱۹۹۲ توسط نارا چاندرابابو نایدو تأسیس شد.